# Christian Mathias Schroeder
Christian Mathias Schroeder ou Christian Matthias Schröder (Hamburgo, 27 de janeiro de 1778 – Hamburgo, 25 de janeiro de 1860) foi um senador da cidade de Hamburgo, localizada no norte da Alemanha. Fez história como principal membro e acionista da Sociedade de Proteção aos Imigrantes no sul do Brasil, estabelecida em 1842. Seu nome está petrificado junto a história do estado de Santa Catarina, Brasil.
Entre outras atividades colonizadoras que ultimamente visavam lucro, enviou seu filho Eduard Schröder para administrar a Colônia Dona Francisca, hoje a cidade de Joinville, localizada no estado de Santa Catarina. Depois de algum tempo como administrador da colônia, Eduard Schröder retornou a sua terra natal.
Em homenagem à família, um município próximo a Joinville foi batizado de Schroeder.